# Richard ze Shrewsbury
Richard ze Shrewsbury, vévoda z Yorku (17. srpna 1473, Shrewsbury – asi 26. června 1483, Londýn) byl šestým dítětem a druhým synem krále Eduarda IV. a Alžběty Woodvillové. Richard a jeho starší bratr, který krátce v Anglii vládl jako král Eduard V., záhadně zmizel krátce poté, co Richard III. získal trůn Anglie v roce 1483.